# Rutilio Grande
Rutilio Grande, född 5 juli 1928 i El Paisnal, El Salvador, död 12 mars 1977 i Aguilares, El Salvador, var en salvadoransk romersk-katolsk präst och jesuit. Grande mördades 1977 tillsammans med två andra salvadoraner, Manuel Solórzano och Nelson Rutilio Lemus, efter att de hade protesterat mot sociala orättvisor. Grande var den förste prästen som mördades innan det salvadoranska inbördeskriget bröt ut. Rutilio Grande vördas som salig i Romersk-katolska kyrkan, med minnesdag den 12 mars.
Rutilio Grande saligförklarades i San Salvador den 22 januari 2022 tillsammans med Manuel Solórzano och Nelson Rutilio Lemus samt prästen Cosme Spessotto.

## Bilder
| - Minnesplakett på mordplatsen. Texten är hämtad från Johannesevangeliet 15:13: "Ingen har större kärlek än den som ger sitt liv för sina vänner." - Rutilio Grandes, Nelson Rutilio Lemus och Manuel Solórzanos gravar. - Utställning över Rutilio Grande. |